# Gleiberg (Berg)
Der Gleiberg ist die durch Abtragung herauspräparierte Schlotfüllung eines im Tertiär erloschenen Vulkans in dem nach ihm benannten Gleiberger Land in Mittelhessen.
Der Berg befindet sich am Südrand von Krofdorf-Gleiberg, einem Ortsteil der Gemeinde Wettenberg im Landkreis Gießen.

## Geologie und Geographie
Der Gleiberg ist ein aus Basalt bestehender 308 m ü. NHN hoher vulkantypischer Kegelberg. Er gehört zur geomorphologisch von ehemaligem Vulkanismus geprägten Landschaft Mittelhessens und liegt etwa fünf Kilometer nördlich von Gießen, mitten im Gemeindegebiet von Wettenberg. Benachbarte bekannte erloschene oder nur bedingt aktive Vulkane sind der Vogelsberg, Amöneburg, der Stoppelberg, und in unmittelbarer Nähe der Vetzberg. Begrenzende Mittelgebirge sind der Taunus, der Westerwald, das Rothaargebirge und der Burgwald.
Auf der Spitze des Gleibergs befindet sich die Burg Gleiberg.